# 和田惟政

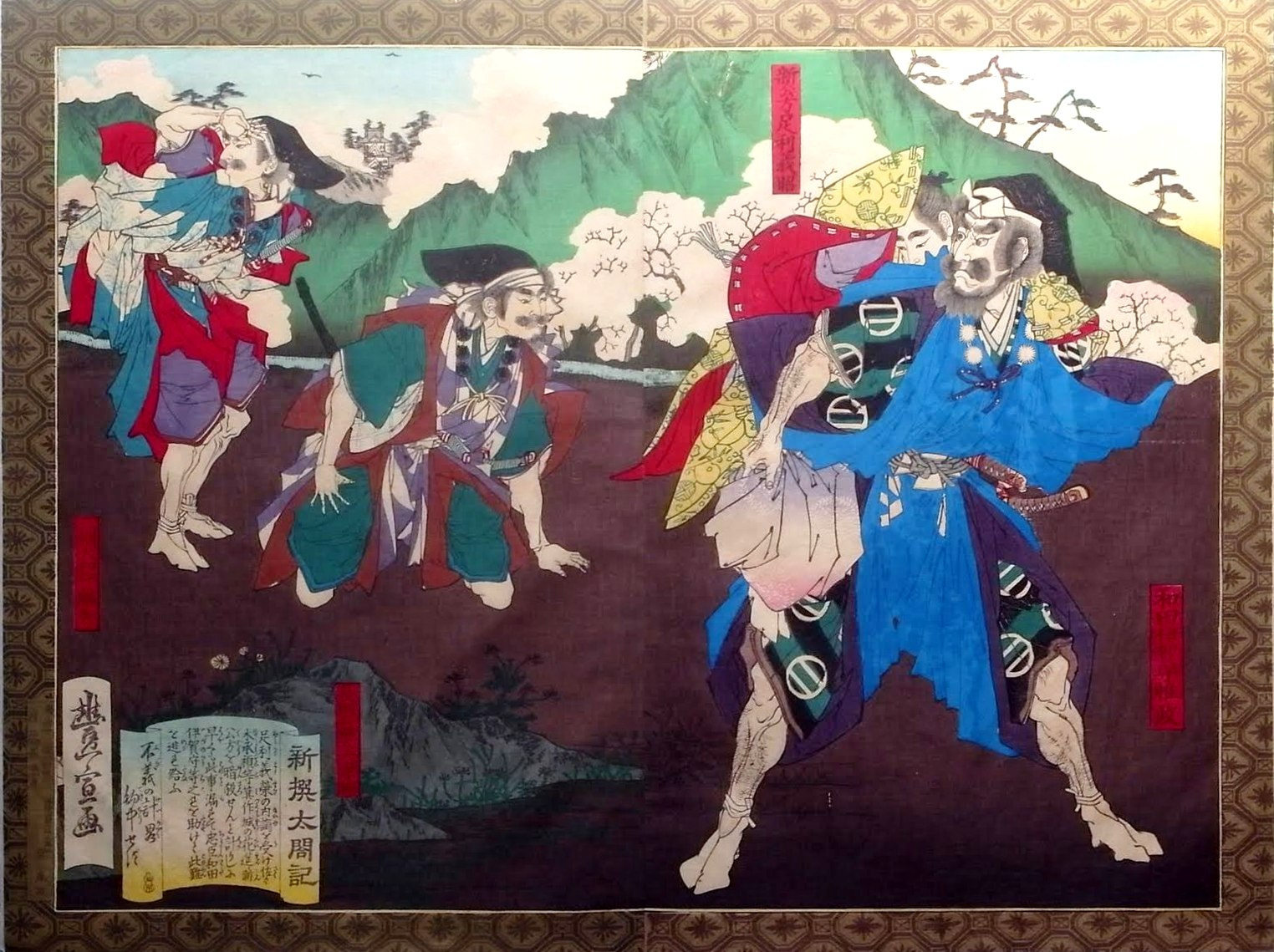
足利義昭を救出する惟政（歌川豊宣画）

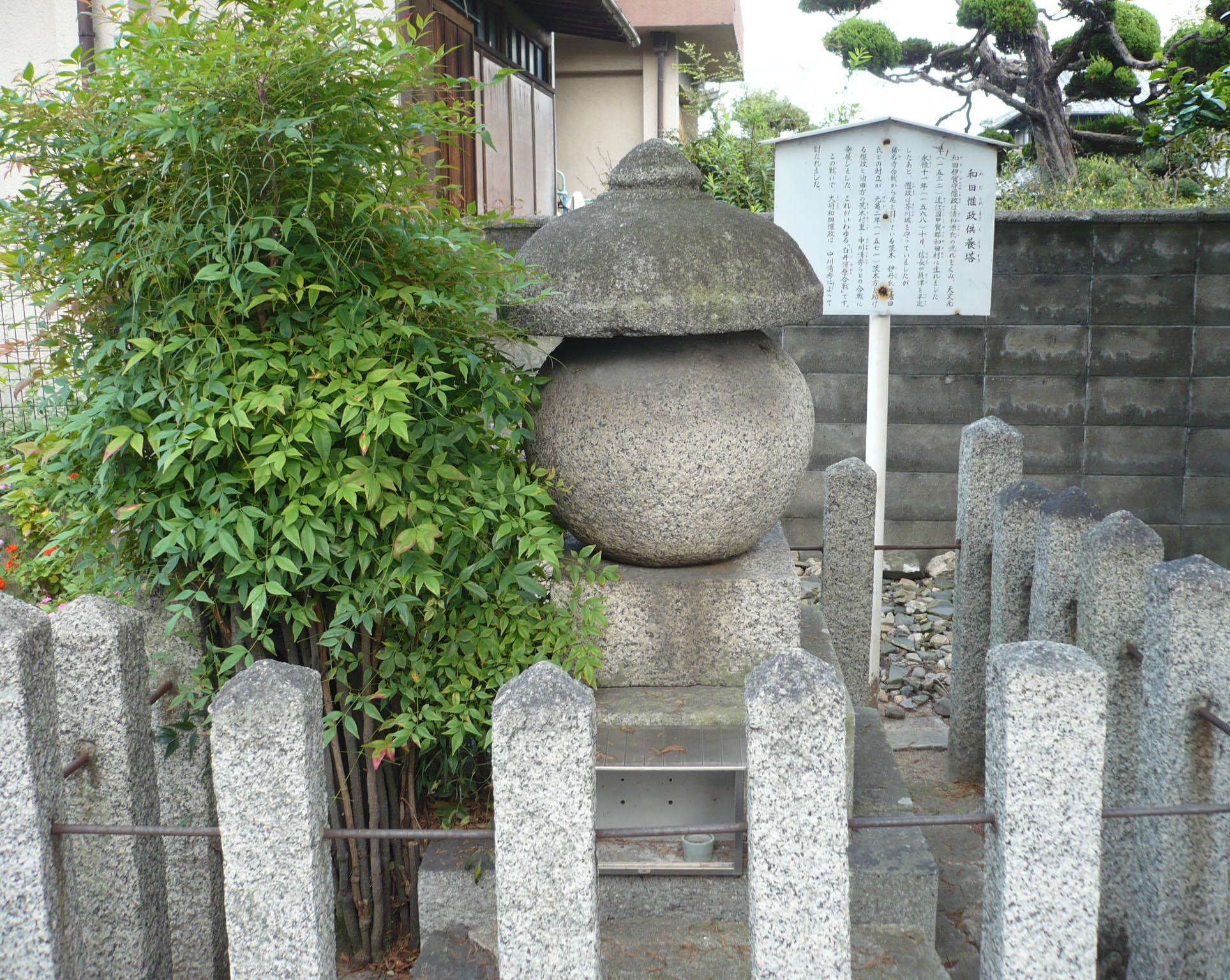
惟政の供養墓（大阪府茨木市）

和田 惟政（わだ これまさ）は、戦国時代の武将。室町幕府の御供衆。足利義輝・義昭に仕えた。『寛政重修諸家譜』（以下、『寛政譜』）では維政とも記載している。伊賀守。

## 生涯
父は、『寛政譜』では宗立、「和田系図」『諸家系図纂』では伊賀守惟助とする。父は、天文18年（1549年）、42歳のとき、伊賀かけの谷で討死した。
はじめ、室町幕府13代将軍・足利義輝に仕える。永禄8年（1565年）5月19日、義輝が三好三人衆や松永久秀らの軍勢によって殺害される（永禄の変）。和田家の家伝では、当時、惟政は義輝の不興を買って和田で謹慎を命じられていたため事件に巻き込まれずに済んだという。
事件を知った惟政は、興福寺に軟禁されていた義輝の弟・一乗院覚慶（足利義昭）を、細川藤孝らと共に救い出して甲賀の自城に匿ったとされる（『大阪府史』によれば、覚慶ははじめ近江の土豪・和田秀盛を頼り、のち、秀盛の一族で、幕府の御供衆でもあった惟政に守られ、近江国矢嶋（滋賀県守山市矢島）に移ったとする。『守山市史』は、7月28日、藤孝らにより脱出に成功し、甲賀郡にある惟政の館に逃れた後、矢島氏の館に移ったとしている）。
和田惟政は甲賀を、仁木義政は伊賀を拠点としていることから、義昭を奈良から伊賀を経由して甲賀に脱出させ、近江の六角氏を説得して上洛する計画であったとみられている。実際、惟政は六角義賢を味方につけ、更に義賢と共に織田信長・浅井長政・斎藤龍興を自陣営に引き込もうとしており、実際に義昭が惟政に対して自分の使者として信長と会うように命じた永禄9年（推定）6月11日付の自筆書状が残されている。ところが、六角氏・斎藤氏の離反が明らかになったことで近江にいられなくなった義昭は放浪することになる。義昭は、妹婿・武田義統を頼るため若狭国へ赴き、惟政はこれに従った。
義昭は、織田信長の支持を得て、永禄11年（1568年）10月18日、15代将軍に就任する。同年、惟政は摂津国芥川城の城主となる。池田勝正、伊丹親興と共に「摂津三守護」と称された（『足利季世記』）。永禄12年（1569年）、芥川城を高山飛騨守に預け、惟政は高槻城に拠点を移した。この頃、来日した宣教師から「都の副王」と呼ばれる。
以後、足利幕臣として京都周辺の外交・政治に大きく関与しながら、織田氏家臣としても信長の政治や合戦に関わるという義昭と信長の橋渡し的役割を務めている。
永禄12年10月、信長に援軍を要請した播磨国の赤松氏の援軍として、備前国の浦上氏攻めに参加している。
その後、惟政は所用で美濃国にいる信長の許へ向かう途中、信長から蟄居を命じられた報を受け取る。ルイス・フロイスによれば他に「引見の不許可」「惟政が近江に持っていた城の破壊」「収入のうち2万クルザードの没収」という厳しい処分だった。フロイスはこれを朝山日乗が信長に讒言したためと記しているが、同時期に信長と足利義昭の関係が悪化している事が大きな原因と推測されている（惟政は幕臣）。惟政はこれに剃髪して抗議した。
元亀元年（1570年）、惟政は京で越前攻めに向かおうとしている信長に謁見すると、信長はその地位を回復した。フロイスによれば3万クルザードの俸禄を加増されるなど、非常に厚遇されたという。6月28日の姉川の戦いには織田氏方として参加したようである。
11月、多方面に敵を抱える形となった信長は将軍・義昭の権威を利用して六角氏と和睦をしているが、この際に、三雲成持・三雲定持宛てに惟政が宛てた書状（福田寺文書）があり、かつて六角氏の影響下で同じ甲賀の土豪であった三雲氏との繋がりから、この六角氏との和睦にも関与していたらしい。
元亀2年（1571年）6月10日、三好三人衆に奪われていた吹田城を取り戻した。同年7月15日、惟政を攻撃するため、松永久秀が摂津に出兵した（『尋憲記』）。
同年（元亀2年）8月28日、三人衆側の池田城近くに出陣し、池田知正と郡山（現・茨木市郡山）で戦いとなり、討死した（白井河原の戦い、あるいは郡山合戦とも）。42歳。多くの貫通銃創・刀傷を受けた上、首を取ろうとした相手にも傷を負わせて死去したとされる（『フロイス日本史』）。
法名は宗意。墓は、享保元年頃、高槻城内で発見され、現在は伊勢寺（現・高槻市）に祀られている。『寛政譜』では、浄厳寺（近江国蒲生郡安土）に葬るとしている。
跡を継いだ子・惟長は、元亀4年（1573年）3月、高山飛騨守・右近父子により追放された。

## 惟政とキリスト教
惟政はキリスト教を自領内において手厚く保護したことが、『フロイス日本史』に詳細に書かれている。フロイスが織田信長と会見するときに仲介役を務めたほか、教会に兵を宿泊させないよう他の武士たちに働きかけたり、内裏が伴天連追放の綸旨を出すとそれを撤回させようとしたり、大変な熱意だったようである。畿内におけるキリスト教の布教にも積極的に協力した。しかし、惟政自身は洗礼の儀式を受ける前に戦死したために、その死をフロイスは大変嘆いた。なお、キリスト教と出会う前は禅宗に属していたといわれる。

## 和田氏について
和田氏は近江国甲賀郡和田村（現在の滋賀県甲賀市甲賀町和田）の有力豪族で、甲賀五十三家のうち特に有力な甲賀二十一家に数えられ、特に山南七家とも称される家柄で、油日神社と深く関係していた。
初めは六角氏の被官であったが、惟政の父の代に13代将軍・足利義輝に仕える。天文22年（1553年）、三好長慶に追われた足利義輝が六角氏を頼って近江に逃れており、その時期に和田氏と足利将軍家の関係が生じて幕府の奉公衆化したと推定されている。

## 家族
○出典：『寛政譜』

### 兄弟
- 維政（惟政）
- 定利
- 定教 - 八郎。兄・定利の討死後、その跡を継いだ。

### 子
- 維長（惟長） - 母は某氏
- 女子 - 山岡景信（美作守）の妻